# Catalino Parra
Catalino Parra Ramírez (Soplaviento, 25 de noviembre de 1924-Cartagena de Indias, 14 de febrero de 2020) fue un músico y compositor colombiano. 
Fue uno de los fundadores de Los Gaiteros de San Jacinto.

## Biografía
Nació el 25 de noviembre de 1924 en el municipio de Soplaviento en el departamento de Bolívar. Desde su adolescencia desarrolló su inclinación para componer versos, cantos de parranda y poemas inspirados en su entorno natural, así como para interpretar aires raizales como las tamboras, los chandés y los bullerengues, y para fabricar instrumentos de percusión. Fundó una agrupación Sangre en la Uña, dedicada principalmente a la cumbia y la puya, y que llevaba ese nombre por ser el apodo de su líder, Alejandro Manjarrez. Fue unos de los líderes y compositor del grupo folclórico de Los Gaiteros de San Jacinto, como El morrocoyo, Josefa Matía y Manuelito Barrio al lado los cantantes y músicos Toño Fernández, José Lara, Pedro Nolasco, Toño García y Juan “Chuchita” Fernández.
En 1964 el grupo le abrió las puertas a la música para llevar su estilo y su música en los países como: Panamá, Costa Rica, Honduras, El Salvador, Ecuador, Estados Unidos, Unión Soviética, México, Italia, Alemania, Francia y España, y grabaron más de doce producciones discográficas para el sello CBS. Dentro de sus composiciones de referencia obligada fueron Animalito de monte, Donde canta la paloma, La vaina ya se formó, La iguana, Verdá que soy negro, conocida como Aguacero de mayo, Mujer soplavientera y Catalina. 
En 1989, Catalino Parra recibió el premio a la canción inédita en el Festival de Gaitas en Ovejas, en el departamento de Sucre, por la pieza ‘Me sobé’ y, en el 2004, el Ministerio de Cultura le otorgó el Premio Nacional Vida y Obra por sus innumerables aportes a la música tradicional colombiana. 
Falleció en Cartagena de Indias tras de sufrir un infarto de miocardio.